# Концепція реформування вугільної галузі України
Концепція реформування вугільної галузі України — схвалено розпорядженням Кабінету Міністрів України від 14 травня 2008 р. N 737-р.
Концепція включає розділи:
- Загальну частину
- Мету Концепції
- Шляхи та способи розв'язання проблеми
- Удосконалення законодавчої бази
- Удосконалення державного управління галуззю
- Реформування відносин власності
- Перетворення в економічній сфері
- Удосконалення виробництва вугільної продукції
- Очікувані результати реалізації Концепції, визначення її ефективності
- Фінансове забезпечення реформування і джерела фінансування

У Загальній частині вказується, що принципи реалізації державної політики щодо реформування та розвитку вугільної промисловості визначені в таких документах:
- Програма «Українське  вугілля», затверджена постановою Кабінету Міністрів України від 19 вересня 2001 р. N 1205 (1205—2001-п);
- Концепція розвитку вугільної промисловості, схвалена розпорядженням Кабінету Міністрів України від 7 липня 2005 р. N 236 (236—2005-р);
- Указ Президента України "Про рішення Ради національної безпеки і оборони України від 9 грудня 2005 року «Про стан енергетичної безпеки України та основні засади державної політики в сфері її забезпечення» від 27 грудня 2005 р. N 1863 (1863/2005);
- Енергетична  стратегія  України  на  період  до 2030 року (145а-2006-р), схвалена розпорядженням Кабінету Міністрів України від 15 березня 2006 р. N 145 (145—2006-р);
- Програма діяльності Кабінету Міністрів України «Український прорив: для  людей,  а не політиків» (n0001120-08), затверджена постановою Кабінету Міністрів України від 16 січня 2008 р. N 14 (14-2008-п).

Проте виконання перелічених документів не забезпечує необхідних темпів реформування вугільної промисловості. Розвиткові галузі перешкоджає, зокрема, відсутність ефективного власника, розбалансування цін на товарну вугільну продукцію та продукцію, що використовується у її виробництві, недостатній обсяг інвестицій.
Динаміка основних показників стану державного сектору вугільної промисловості свідчить про посилення кризи в галузі. Стрімке зменшення кількості діючих шахт (з 276 в 1991 році до 160, з яких 140 державні, в 2008 році), виробничих потужностей (із 193 млн тонн вугілля у 1991 році до 95 млн тонн вугілля у
2007 році) та обсягів поставки вугілля на внутрішній ринок державними вугільними підприємствами (з 57 млн тонн у 1997 році до 28 млн тонн у 2007 році) посилює енергетичну залежність та загрожує енергетичній безпеці держави.
Основним чинником, що заважає розвиткові галузі, є недостатній обсяг інвестицій, який на сьогодні не дає можливості забезпечити випереджаюче введення в експлуатацію виробничих потужностей. Так, протягом 2001—2007 років загальна потреба вугільної промисловості в інвестиційних коштах становила 37,5 млрд гривень, тоді як фактичний обсяг фінансування з державного бюджету становив лише 24,3 млрд гривень, або 65 відсотків необхідного обсягу.
Інші негативні чинники: недосконалість законодавства у відповідній сфері, низька ефективність управління галуззю на всіх рівнях, недосконала структура шахтного фонду та зношеність основних фондів
вугледобувних підприємств, складні умови проведення гірничих виробок і низький рівень механізації гірничих робіт, значний ступінь зносу стаціонарного обладнання і недостатня чисельність працівників, насамперед основних гірничих професій.
Резюмується, що відсутність системного підходу до реалізації державної політики у вугільній галузі є однією з визначальних причин її незадовільного стану.
Мета Концепції — забезпечення прискореного розвитку вугільної промисловості та досягнення показників роботи, передбачених Енергетичною стратегією України на період до 2030 року (145а-2006-р), шляхом ринкового реформування підприємств і системного усунення кризових чинників.
Удосконалення законодавчої бази включає:
- розроблення законодавчих актів, спрямованих на створення умов для адаптації підприємств галузі до ринкового середовища та сприяння її розвитку. У першу чергу розробляються акти, спрямовані на підвищення престижності шахтарської праці, відновлення та зростання людського потенціалу галузі, розв'язання інших проблем, що сприятиме забезпеченню належного рівня техніки безпеки та охорони праці на вугільних шахтах, підвищенню рівня оплати праці шахтарів, соціальному захисту працівників галузі та членів їх сімей.
- Пріоритетом є створення законодавчої бази для прискорення процесів приватизації у вугільній галузі з урахуванням її особливостей. У відповідних законопроєктах повинні бути враховані специфіка розвитку та структурного реформування вугільної промисловості, порядок приватизації підприємств галузі, механізм залучення недержавних інвестицій, визначення соціально орієнтованих зобов'язань стратегічних інвесторів, забезпечення надійного, безпечного для працівників та навколишнього середовища, функціонування приватизованих шахт тощо.
- Визначальним напрямом є законодавче врегулювання процедури фінансової санації та вдосконалення механізму державного субсидування вугледобувних підприємств державного сектору з урахуванням норм і вимог СОТ та ЄС. Відповідні законопроєкти спрямовуються на створення економічних умов для рівноправної ринкової конкуренції вугледобувних підприємств, які за об'єктивними природними і виробничими показниками мають різний рівень рентабельності; забезпечення ефективної реструктуризації вугільної промисловості, прискорення її науково-технічного розвитку; розв'язання ряду соціальних та екологічних проблем, зумовлених збитковістю шахт.
- Удосконалення законодавчої бази передбачає також розроблення актів, які визначають основні засади функціонування ринку вугілля, зокрема регулюють питання щодо вдосконалення відповідного механізму, та суміжних ринків (електроенергії, гірничого обладнання тощо); умови продажу вугільної продукції на біржових торгах, правила і специфіку укладення відповідних біржових контрактів; методи визначення базової ціни вугільної продукції на оптовому ринку вугілля або стартової ціни торгів; впровадження механізму гарантування найкращої ціни, за якого виробники вугільної продукції зможуть максимально відшкодувати свої виробничі витрати та будуть заінтересовані у продажу продукції на внутрішньому ринку вугілля.

Реформування відносин власності
Заходи, що здійснюються у сфері відносин власності, спрямовуються на системну приватизацію підприємств галузі. Основним методом приватизації вугільних підприємств і продажу пакетів акцій є відкритий аукціонний продаж.
Підготовка до приватизації включає інвентаризацію всіх об'єктів державного сектору вугільної галузі, резервних ділянок вугільних родовищ для будівництва нових шахт і підприємств виробничої інфраструктури; складення відповідних реєстрів і паспортів на кожний приватизаційний об'єкт з визначенням його основних характеристик (виробничий стан, обсяг запасів вугілля, чисельність персоналу, виробнича та соціальна інфраструктура, фінансове становище, потреба в інвестиціях тощо); групування інвестиційних об'єктів у приватизаційні лоти із забезпеченням їх максимальної інвестиційної привабливості; розроблення та застосування у разі необхідності схеми фінансової санації підприємств з метою підвищення їх інвестиційної привабливості.
Під приватизаційним лотом розуміється група об'єктів, яка пропонується для продажу.
Одним лотом на відкритому аукціоні для продажу можуть виставлятися:
- - цілісні майнові комплекси державних вугледобувних підприємств;
  - шахти, які відпрацювали промислові запаси вугілля і повинні бути підготовлені до закриття;
  - шахти, що закриваються;
  - шахти із значними запасами вугілля, які тимчасово припинили виробничу діяльність;
  - резервні ділянки для будівництва шахт;
  - шахти-новобудови.

Окремо пропонуються для приватизації об'єкти вугільної галузі (діючі шахти, шахти-новобудови, резервні ділянки для будівництва шахт) шляхом продажу у складі єдиного лоту разом з тепловими електростанціями.
Формула визначення стартової ціни лота повинна враховувати, крім балансової вартості об'єкта, цінність вугільного родовища з урахуванням можливостей збільшення об'сягу вуглевидобутку, очікувану прибутковість господарської діяльності, обсяг інвестицій, необхідний для забезпечення прибутковості, фінансові та соціальні зобов'язання підприємства, що приватизується.
Строки реструктуризації та оновлення шахтного фонду, модернізації і підвищення технологічного рівня вугільного виробництва визначаються згідно з положеннями скоригованої Програми «Українське вугілля» (1205—2001-п).
Очікувані результати:
Урахування викладених концептуальних підходів в програмах і планах розвитку галузі забезпечить збільшення:
- до 2010 року виробничих потужностей з видобутку вугілля до 108,1 млн та до 2015 року — до 122,5 млн тонн на рік;
- обсягів видобутку вугілля у 2010 році до 90,9 млн тонн (у тому числі енергетичного — 60,6 млн тонн, коксівного — 30,3 млн тонн), у 2015 році — до 110,3 млн тонн (в тому числі енергетичного — 73,6 млн, коксівного — 36,7 млн).

Фінансове забезпечення реформування і джерела фінансування:
Для реалізації положень, передбачених Концепцією, необхідно забезпечити протягом 2008—2011 років залучення в галузь за рахунок усіх джерел інвестування орієнтовно 650—700 млн гривень на кожен 1 млн тонн приросту виробничих потужностей з видобутку вугілля. У подальшому для видобутку вугілля в обсязі 100—110 млн тонн на рік обсяги капітальних інвестицій повинні щороку становити 300—350 млн гривень на 1 млн тонн відтворюваних потужностей (у базових цінах).